# Prélude no 4 de Chopin
Le Prélude no 4 de Chopin en mi mineur largo est un prélude pour piano composé par Frédéric Chopin. C'est le quatrième des Vingt-quatre préludes, op. 28, publiés en 1839 et dédiés à ses amis Camille Pleyel et Joseph Christoph Kessler (en).
Ce prélude compte parmi les œuvres les plus célèbres de son compositeur.

## Histoire
Chopin compose ce quatrième prélude pendant l'hiver 1838-1839, durant son séjour à la chartreuse de Valldemossa de Majorque aux Îles Baléares où, âgé de 29 ans, il séjourne avec George Sand et les enfants de cette dernière, pour échapper au climat hivernal de Paris et tenter de soigner sa tuberculose chronique.
Les deux chambres nos 2 et 4 de la chartreuse de Valldemossa de Majorque aux Îles Baléares, où Frédéric Chopin et George Sand ont séjourné pour composer ce prélude no 4 et terminer les Vingt-quatre préludes, opus 28, et rédiger l'œuvre Un hiver à Majorque, sont ouverts en musée, avec son piano Pleyel, et de nombreux objets de souvenirs d'époque du couple.

## Reprises et adaptations

### Adaptations en chanson
- 1961 : Insensatez d'Antônio Carlos Jobim (album João Gilberto)[2]
- 1969 : Jane B de Serge Gainsbourg (album Jane Birkin - Serge Gainsbourg)[2],[1]
- 1998 : That's My People de Suprême NTM (album Suprême NTM)[2],[3]
- 2001 : Nothing at All de Rob Dougan (album Furious Angels)
- 2008 : Melody de Sharleen Spiteri (album Melody)[réf. nécessaire]
- 2020 : Darkness In Mind de Kassa Overall (album I Think I'm Good)[2],[3]

### Adaptations instrumentales
- 1963 : Prelude in E minor de Gerry Mulligan[2]
- 1982 : Prelude de Jimmy Page (bande originale d'Un justicier dans la ville 2 de Michael Winner)[2]
- 2023 : Variation autour d'un prélude de Benoît Daniel (en deux parties, bande originale d'Anatomie d'une chute de Justine Triet)[2]
- 2024 : Prélude n°4 OP28 en mi mineur de Thibault Cauvin et Matthieu Chedid (album live de l'album L'heure Miroir)

## Cinéma

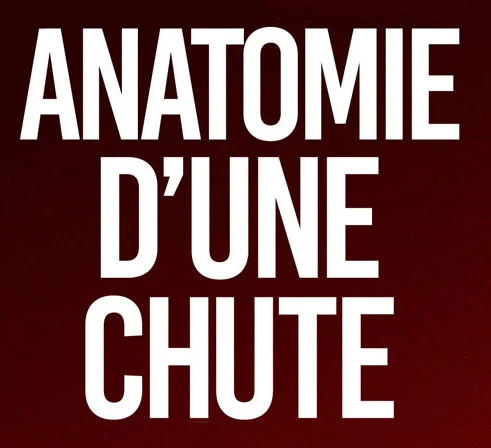
Le prélude est l'un des trois thèmes dAnatomie d'une chute de Justine Triet (2023).

- 1931 : Scène de la rue de King Vidor
- 1935 : Le Marquis de Saint-Évremont de Jack Conway
- 1949 : Le Concerto du chat, dessin animé de Tom et Jerry
- 1961 : Hurler de peur de Seth Holt
- 1970 : Cinq pièces faciles de Bob Rafelson, jouée par Jack Nicholson
- 1982 : Un justicier dans la ville 2 de Michael Winner, avec Charles Bronson[2]
- 1996 : Roméo + Juliette de Baz Luhrmann, avec Leonardo DiCaprio, adaptée par Radiohead (album OK Computer)
- 2001 : Dog Days d'Ulrich Seidl
- 2002 : Le Pianiste de Roman Polanski
- 2004 : N'oublie jamais de Nick Cassavetes
- 2015 : Cinquante nuances de Grey de Sam Taylor-Johnson, d'après le roman d'E. L. James
- 2016 : Florence Foster Jenkins de Stephen Frears, avec Meryl Streep et Hugh Grant
- 2023 : Anatomie d'une chute de Justine Triet[4]
- 2025 : Miroirs No. 3 de Christian Petzold[5],[6]